# Re Lear (film sovietico 1971)
Re Lear è un film sovietico del 1970 diretto da Grigorij Kozincev. Appartiene alla “trilogia classica” del regista russo che comprende anche Don Chisciotte  e Amleto, realizzati rispettivamente nel 1957 e nel 1964.

## Trama

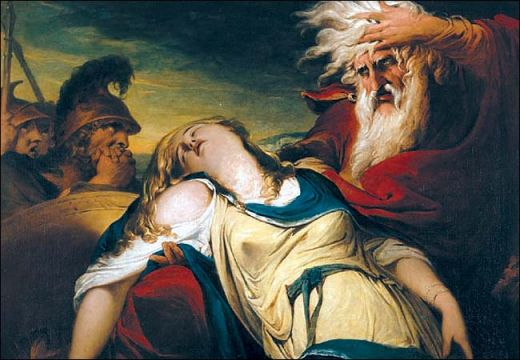
Lear piange la morte di Cordelia, nel quadro di James Barry

Tratto dall'omonima opera di Shakespeare, il film narra la storia di Re Lear, sovrano britannico che, vecchio e stanco, prossimo ad abdicare affida a ognuna delle tre figlie una parte del regno in cambio di una dichiarazione di assoluta devozione filiale. Cordelia, non disposta a cedere all'adulazione, viene perciò bandita assieme al conte di Kent che la difende schierandosi al suo fianco; e, pur diseredata, è accolta in sposa dal re di Francia. Ma le altre due figlie, Goneril e Regan, venendo meno alla fedeltà dichiarata, inducono il padre a rifiutare la loro scostante ospitalità abbandonandolo a vagabondare fra le intemperie.
Parallelamente si snoda la vicenda dei due fratelli Edgar ed Edmund, il primo aperto e leale e il secondo falso e intrigante. Edgar, per sfuggire alle calunnie del fratello, è costretto a rintanarsi in una capanna nella quale troverà rifugio anche Lear assieme al Fool e al fedele conte di Kent che camuffato protegge in incognito il sovrano. Lear mentalmente e fisicamente stremato impazzisce; lacero e trasandato, raggiunge Dover dov'è sbarcato l'esercito francese; qui Edgar vendica gli inganni e i tradimenti di Edmund uccidendolo in un duello, e il re ritrova Cordelia con la quale si riconcilia ammettendo i propri torti. Genitore e figlia, fatti prigionieri dall'esercito inglese vincitore su quello francese, vanno incontro a un comune destino: Cordelia è giustiziata sotto gli occhi del padre che muore stroncato dal dolore.

## Produzione

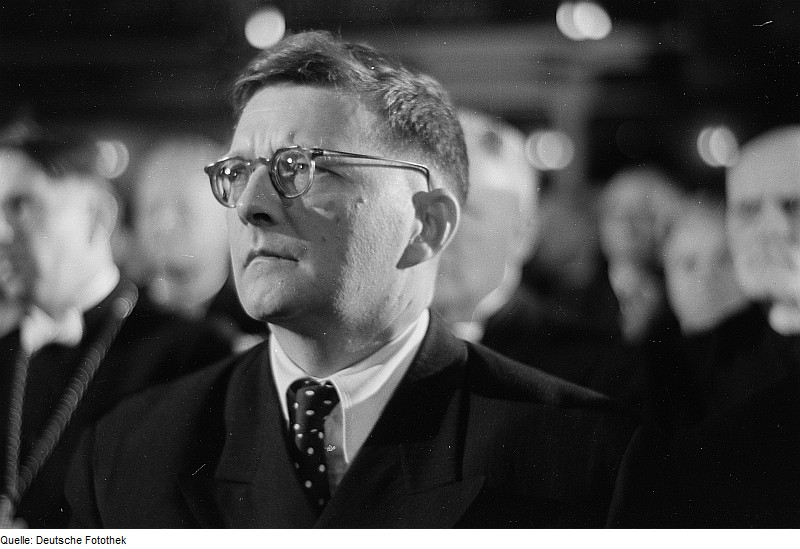
Dmitrij Šostakovič (1950)

Il King Lear di Kozincev è il primo film sonoro della storia del cinema che si richiama alla tragedia omonima di Shakespeare, ed è influenzato da alcune delle tematiche inquietanti emerse negli anni sessanta del secolo scorso, tra le quali l'incubo nucleare, le persecuzioni religiose e il ritorno di forme totalitarie con la soppressione delle libertà. La trasposizione filmica dell'opera shakespeariana si basa sulla traduzione del lavoro teatrale eseguita da Boris Pasternak e risulta filtrata in particolare dallo spirito e dall'arte di Dostoevskij, Gogol' e Mejerchol'd, e più in generale dalla sensibilità della cultura russa.
Per rendere l'opera cinematografica vicina alla vita e per non edulcorare il dolore presente nella tragedia, il regista scelse di utilizzare una pellicola in bianco e nero contribuendo così a fornire allo spettatore una messinscena disadorna e fuori da ogni contesto storico; e di mettere in rilievo la forza espressiva dei volti e degli sguardi, ben più eloquenti, secondo il regista, dei panorami e degli scontri fra gli eserciti.

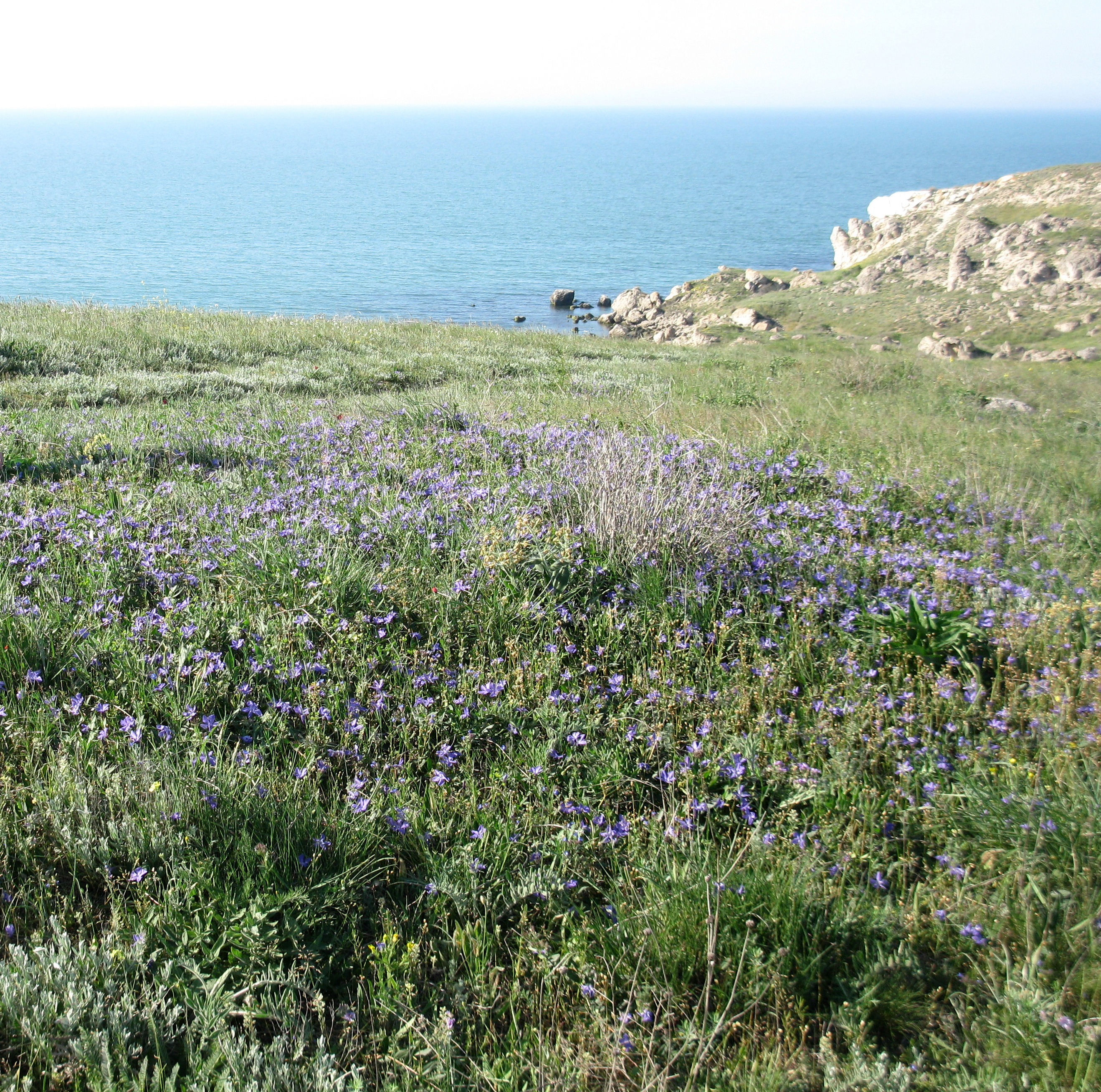
Scorcio del Kazantip

Il ruolo di attore protagonista fu affidato a Jüri Järvet, fisicamente inadatto alla parte ma provvisto di una straordinaria tensione espressiva. Estone di nazionalità e di lingua, Järvet fu in un primo tempo istruito sul testo della tragedia nel suo idioma ma ben presto, in sintonia con i gusti filmici di Kozincev, cominciò tenacemente a impadronirsi della lingua russa e delle battute del testo di Pasternak.
Gli interni del film sono ricostruiti negli studi di posa. Per le scene esterne, fu scelta la zona del Mar d'Azov, e la penisola di Kazantip venne individuata per la riproduzione del promontorio di Dover.
La colonna sonora è opera del musicista Dmitrij Šostakovič, che aveva già composto le musiche per lo stesso lavoro teatrale nel 1940 e a cui il regista chiese espressamente un commento sonoro che facesse risaltare, secondo la sua interpretazione, la sofferenza trasmessa dalla tragedia shakespeariana. Il compositore evitò quindi marce trionfali e marziali rulli di tamburi, e scrisse tra l'altro una dolente melodia che al suono dello zufolo accompagna il Fool e caratterizza i tratti melanconici del personaggio.
Il Re Lear di Kozincev ha ricevuto il massimo riconoscimento al festival cinematografico di Teheran nel 1972, e l'anno successivo una nomination al Gold Hugo di Chicago.